# Lalpur
Lalpur (en bengali : লালপুর) est une upazila du Bangladesh dans le district de Natore. En 1991, on y dénombrait 216 973 habitants.